# 广济寺 (衡阳市)
广济寺坐落在中华人民共和国湖南省衡阳市南岳区衡山，是一座汉传佛教寺院。

## 沿革
明朝万历二十三年（1595年），无碍和尚建立广济寺，当时称作“清凉寺”。由于寺院供奉毗卢遮那佛，所以又叫“毗佛洞”。
清朝顺治十五年（1658年），无碍和尚的弟子竺庵和尚重修寺院，改名“广济寺”。康熙（1662年—1722年）年间，智犁和尚、龙山和尚扩建寺院。

## 照片
- 广济寺远景。
- 放生池的观音菩萨。
- 大雄宝殿。